# Thomas-Mann-Preis

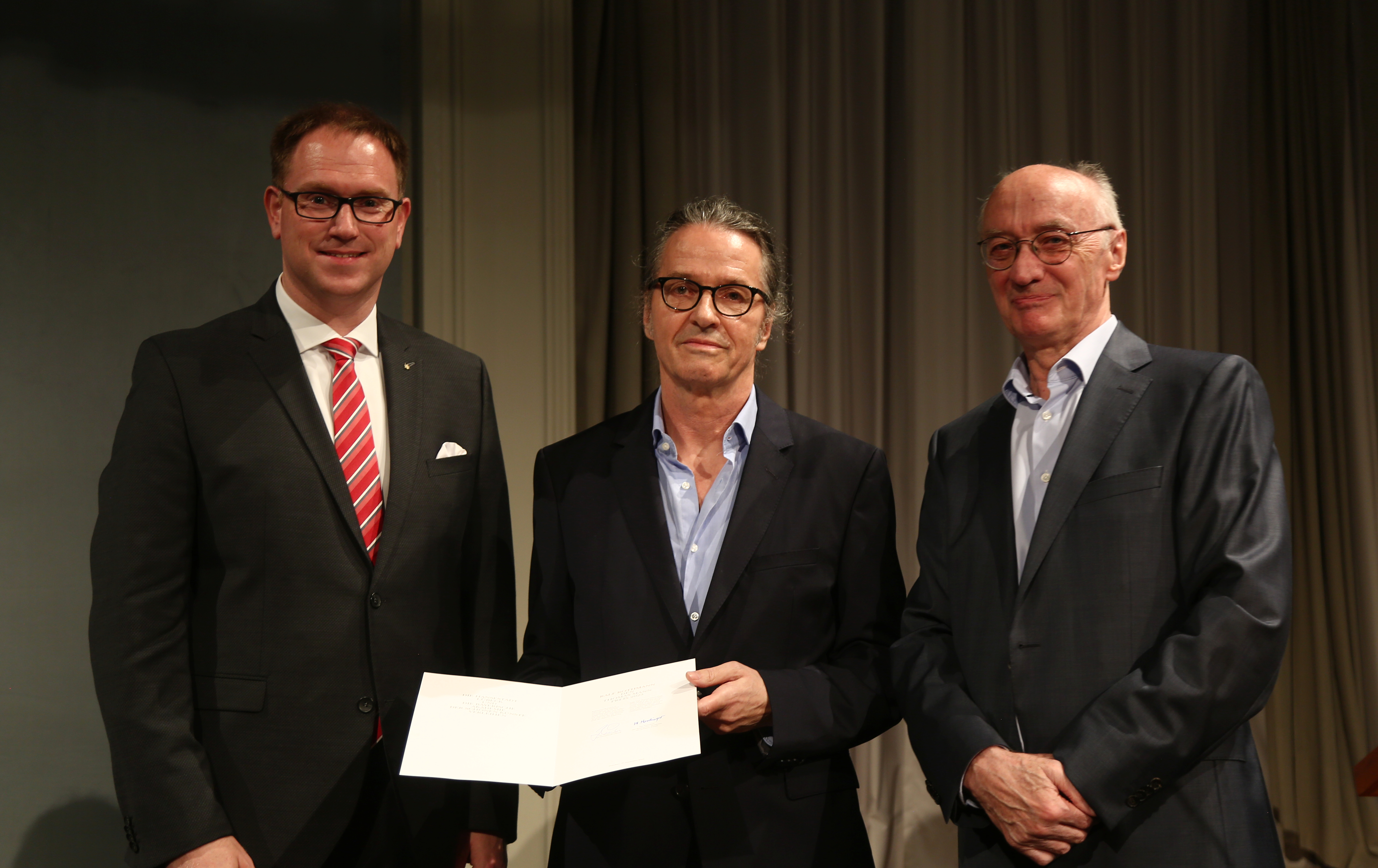
Verleihung des Thomas-Mann-Preises 2023 an Ralf Rothmann (Mitte), mit Jan Lindenau, Bürgermeister der Hansestadt Lübeck (links), und Akademiepräsident Winfried Nerdinger

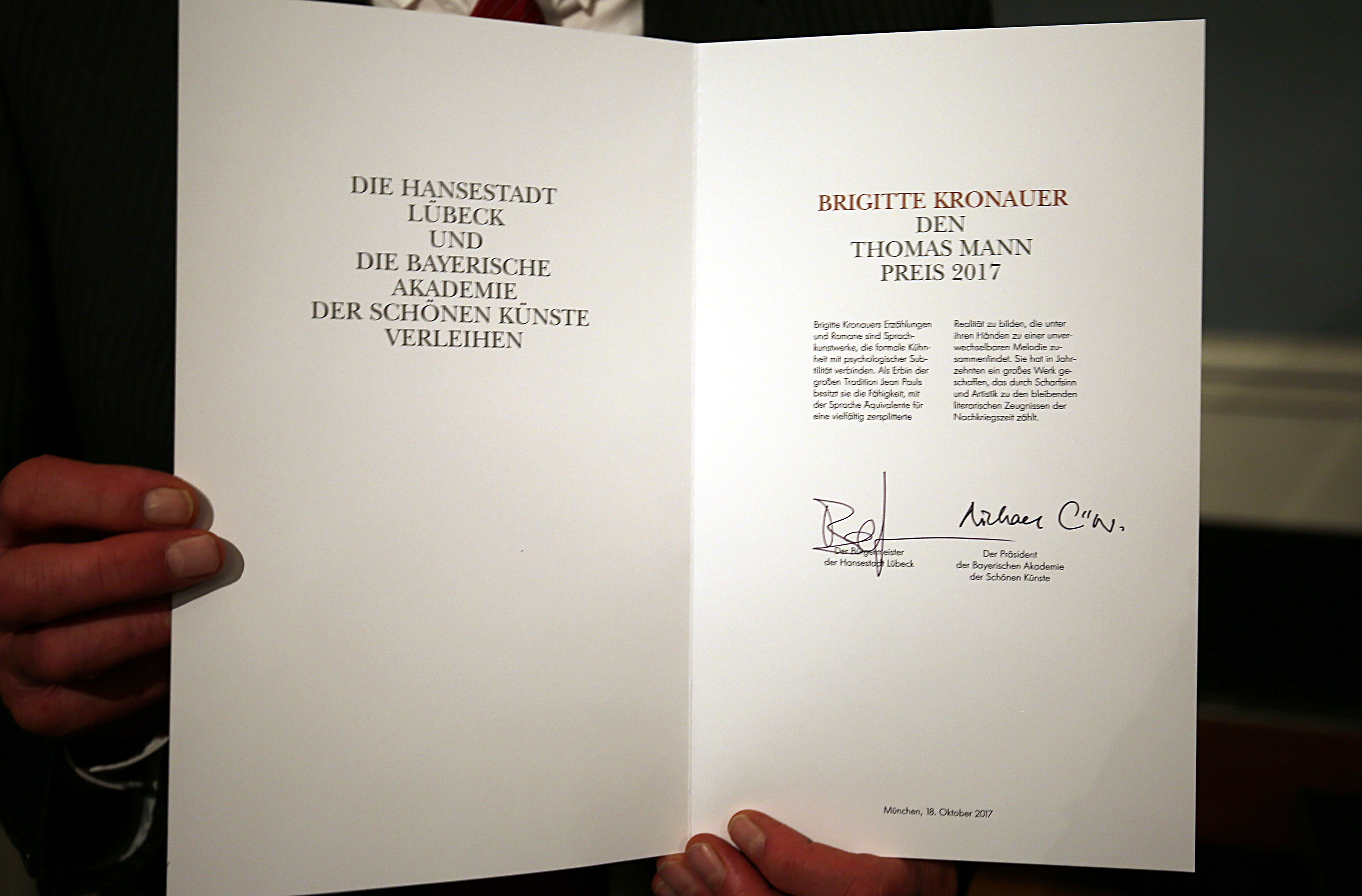
Urkunde des Preises 2017 für Brigitte Kronauer

Der Thomas-Mann-Preis der Hansestadt Lübeck und der Bayerischen Akademie der Schönen Künste ist ein Literaturpreis, der 2010 zum ersten Mal verliehen wurde. Er ging aus dem Thomas-Mann-Preis der Hansestadt Lübeck (1975–2008) sowie dem Großen Literaturpreis der Bayerischen Akademie der Schönen Künste (1986–2008) hervor.

## Geschichte
1975 stiftete die Hansestadt Lübeck zum 100. Geburtstag von Thomas Mann einen Literaturpreis, mit dem Persönlichkeiten geehrt wurden, „die sich durch ihr literarisches Wirken ausgezeichnet haben im Geiste der Humanität, die das Werk von Thomas Mann prägte“. Der Thomas Mann Preis wurde alle drei Jahre verliehen und war mit 10.000 Euro dotiert. Zwischen 1975 und 2008 wurde der Preis zwölf Mal vergeben, zuletzt am 18. Oktober 2008 an Daniel Kehlmann (Ich und Kaminski; Die Vermessung der Welt).
Im Jahr 2008 beschloss die Bayerische Akademie der Schönen Künste die Umbenennung ihres Großen Literaturpreises zum Thomas-Mann-Literaturpreis. Die Deutsche Thomas Mann-Gesellschaft in Lübeck protestierte daraufhin in einem offenen Brief gegen die Benennung des bayerischen Preises. Dieser würde das Ansehen des Autors beschädigen und zu Irritationen führen, da Mann 75 Jahre zuvor aus München vertrieben worden war. Im Herbst 2008 schlug ein Autor des Kulturmagazins Unser Lübeck mit Unterstützung der Redaktion vor, einen gemeinsamen Preis zu stiften.
2009 schließlich einigten sich die Deutsche Thomas Mann-Gesellschaft und die Bayerische Akademie der Schönen Künste darauf, den Preis in Zukunft gemeinsam zu verleihen. Unter dem neuen Namen Thomas Mann Preis der Hansestadt Lübeck und der Bayerischen Akademie der Schönen Künste wird der gemeinsame Literaturpreis seit 2010 jährlich, abwechselnd in Lübeck und München, verliehen. Der Preis wird für das Lebenswerk eines Autors oder für herausragende Verdienste auf dem Gebiet der literarischen Vermittlung vergeben und ist mit 25.000 Euro dotiert (Stand 2024). Die Jury besteht aus je drei Vertretern aus Lübeck und München sowie einem gemeinsam benannten Juryvorsitzenden.
Erste Preisträgerin des neuen Preises war die Schriftstellerin Christa Wolf. Ihr wurde der Preis am 24. Oktober 2010 im Theater Lübeck verliehen.

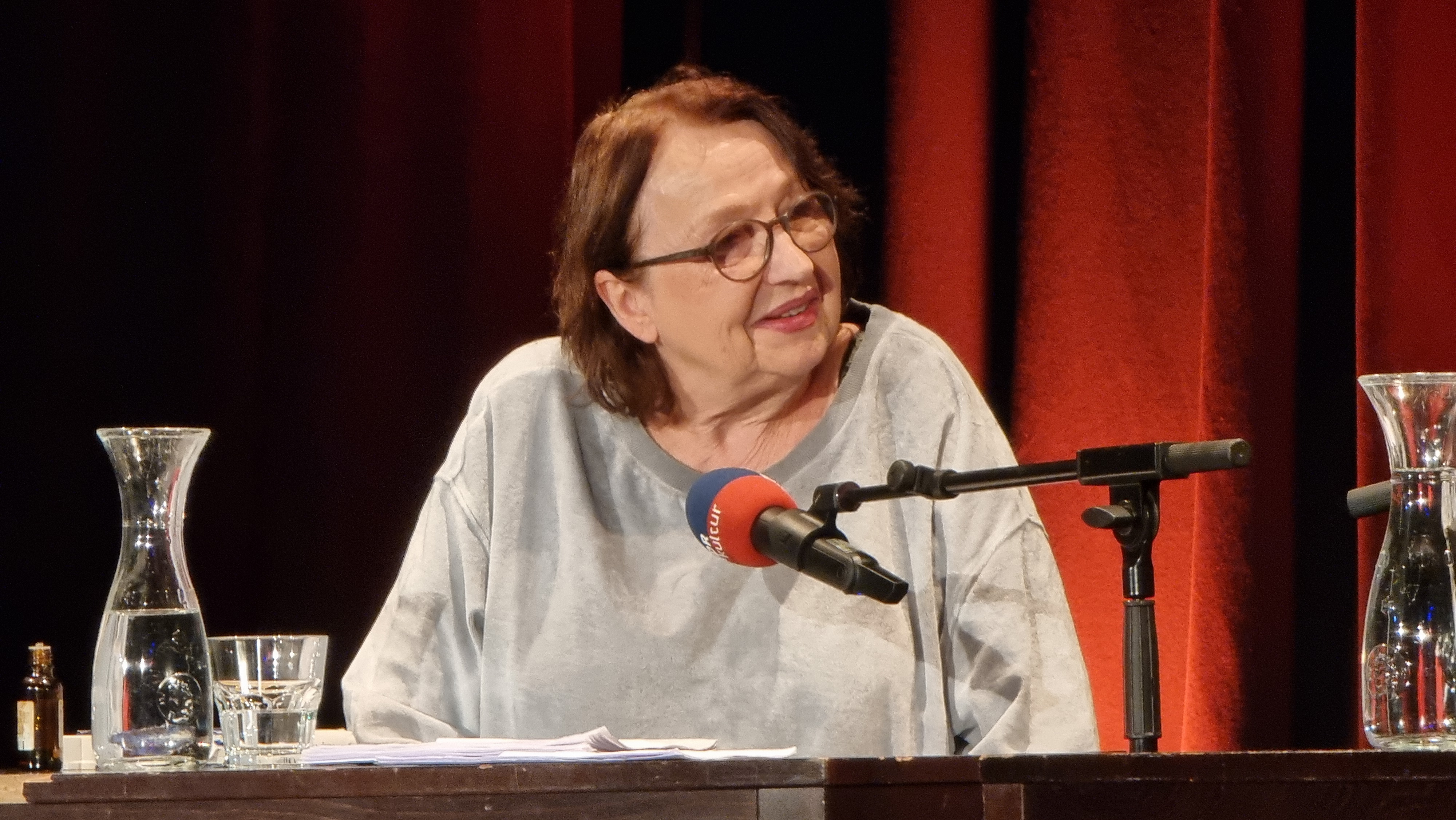
Katja Lange-Müller, Preisträgerin 2025

- Thomas-Mann-Preis der Hansestadt Lübeck und der Bayerischen Akademie der Schönen Künste
  - 2025: Katja Lange-Müller[7]
  - 2024: Navid Kermani
  - 2023: Ralf Rothmann
  - 2022: Jonathan Franzen
  - 2021: Norbert Gstrein
  - 2020: Nora Bossong
  - 2019: Claudio Magris
  - 2018: Mircea Cărtărescu[8]
  - 2017: Brigitte Kronauer
  - 2016: Jenny Erpenbeck
  - 2015: Lars Gustafsson
  - 2014: Rüdiger Safranski
  - 2013: Juli Zeh
  - 2012: Thomas Hürlimann
  - 2011: Jan Assmann
  - 2010: Christa Wolf

- Thomas-Mann-Preis der Hansestadt Lübeck
  - 2008: Daniel Kehlmann
  - 2005: Walter Kempowski
  - 2002: Hanns-Josef Ortheil
  - 1999: Ruth Klüger
  - 1996: Günter Grass
  - 1993: Hans Wysling
  - 1990: Günter de Bruyn
  - 1987: Marcel Reich-Ranicki
  - 1984: Siegfried Lenz
  - 1981: Joachim C. Fest
  - 1978: Uwe Johnson
  - 1975: Peter de Mendelssohn

- Thomas-Mann-Literaturpreis der Bayerischen Akademie der Schönen Künste
  - 2008: Peter Handke
  - Für frühere Preisträger siehe Großer Literaturpreis der Bayerischen Akademie der Schönen Künste